# السحري (بعدان)

تعديل مصدري - تعديل

السحري محلة تابعة لقرية الاسالم، التابعة لعزلة الدعيس بمديرية بعدان إحدى مديريات محافظة إب في الجمهورية اليمنية، بلغ تعداد سكانها 98 حسب تعداد اليمن لعام 2004.